# Red Bull RB15
A Red Bull RB15 egy Formula–1-es versenyautó, mely a 2019-es Formula–1 világbajnokság során volt a Red Bull Racing csapat autója. Ez volt az első Honda-motoros autója a csapatnak. Pilótái a csapatnál maradt Max Verstappen és a Toro Rossótól leigazolt Pierre Gasly voltak (utóbbit a Belga Nagydíjtól szintén a Toro Rossótól Alexander Albon váltotta). A kezdeti nehézségek után a konstrukció egyre versenyképesebbé vált, és futamgyőzelmeivel a gyengélkedő Ferrari helyett a Mercedes kihívójává vált.

## Évad
Az új RB15-ös külsőségeiben nem sokat változott elődjéhez képest. A kasztni hasonló volt, a festés pedig ugyanaz a matt alapú mélykék-sárga, mint az előző években (bár a téli teszteken szokás szerint egyedi festést használtak, ezúttal a mélykék alapon vörös csíkokkal). Belül annál több volt a változás: a Red Bull végül szerződést bontott a Renault-val, egy évtizedes partnerség és 4 világbajnoki cím után, miután a gyártó motorjai erő és főként megbízhatóság tekintetében is alaposan hagytak maguk után kívánnivalót a turbóérában. A Red Bull az utolsó pár évben a motorokat TAG Heuer név alatt futtatta, jelezve az elmérgesedett viszonyt.
Realizálva, hogy a megfelelő gyári támogatásra szükség van a világbajnoki küzdelemben, a csapat leszerződött a Hondával, akik 2018-ban mintegy kísérletképpen a Toro Rosso fiókcsapat partnerei voltak, és nem is szerepeltek rosszul. Ez némi kockázatot rejtett magában, ugyanis a Honda a turbóérában történt visszatérése óta kudarcot kudarcra halmozott: a McLarennel való partnerségük idején a megbízhatóság és a teljesítmény is csapnivaló volt. Ezeket a hibákat viszont sikerült lassan kiküszöbölni, és a 2018-as idényt a Honda viszonylag jó megbízhatóságot nyújtott - a teljesítmény viszont még nem volt az igazi. A Red Bull ezért már az év elején azzal számolt, hogy ha kell, büntetéseket is bevállalnak, ha cserébe jobb motorokhoz jutnak.
Az évet új pilótával kezdték meg: Daniel Ricciardo a gyári Renault-csapat versenyzője lett, helyére a Toro Rossónál az előző évben jól versenyző (Bahreinben a negyedik helyet is elcsípő) Pierre Gasly került.
Kezdetben látszott, hogy valóban nem lesz egyszerű feladatuk, ugyanis a motor nem tűnt túl erősnek, és a korábbról ismert vibrációs problémák is megjelentek. Az idénynek úgy futottak neki a csapatok, hogy a legerősebb motort a Ferrari építette, ezután jön kissé lemaradva a Mercedes, majd fej-fej mellett haladva a Renault és a Honda. Ehhez képest Ausztráliában Verstappen hatalmas teljesítménnyel harmadik lett, amihez kellett az is, hogy a Ferrari a vártnál sokkal gyengébben szerepelt. Hosszú idő után ez volt az első Honda-dobogó. Verstappen ezek után is remekelt, bár a dobogóról többnyire épphogy lemaradt, de például Spanyolországban harmadik lett. Nem kezdte ilyen jó az évet Gasly, akitől többet lehetett várni, mégis csak a pontszerzők hátsó sorában kapott rendszeresen helyet. Azerbajdzsánban motorhiba miatt ki is kellett állnia.
Ausztriában aztán parádés versenyzéssel, a leintés előtt pár körrel Verstappen megszerezte a vezetést a ferraris Charles Leclerc-től, és így győzelmet aratott. Ez volt a Honda első győzelme a 2006-os magyar nagydíj után. Alig két futamot kellett várni a következő győzelemre: Verstappen a kaotikus német nagydíjon remek stratégiával úgy szerzett győzelmet, hogy az időmérő edzésen valami gond volt a motorjával. Gasly ezen a futamon kicsúszott és összetörte az RB15-öst. Mivel a dobogóra felállhatott Daniil Kvyjat is, így az 1992-es portugál nagydíj óta ez volt az első kettős Honda-dobogó. A magyar futamon Verstappen megszerezte élete első pole pozícióját, amivel beállította Jackie Stewart rekordját, mint a legtöbb futamgyőzelem után megszerzett első pole pozíciós pilóta. A versenyen is jól ment, ám a Mercedes merész taktikai húzásaival elévágott, így meg kellett elégednie a második hellyel.
Mivel a Red Bull egyre erősebbé kezdett válni, fontos volt a konstruktőrök között elérendő jó pozíció, hiszen ekkor már alig voltak elmaradva a Ferraritól a harmadik helyen. A gyenge pont Gasly volt, aki sajnos nem nyújtotta a tőle elvárt teljesítményt, így ahogy korábban Kvyatot, úgy őt is lefokozták, és visszakerült a Toro Rossóhoz, helyette pedig az évben addig meglepően jól teljesítő Alexander Albon került a kiscsapattól. Albon nem is okozott csalódást, hozta azokat az eredményeket, amelyeket elvártak tőle. A brazil nagydíjon a Red Bull akár kettős győzelmet is arathatott volna, ha éppen Albont nem üti ki Hamilton a verseny vége felé.
Összességében három győzelemmel, két pole pozícióval, és öt leggyorsabb körrel zárhatták az évet, amellyel megszerezték a konstruktőri harmadik helyezést.

## Eredmények
| Év   | Csapat                       | Motor | Abroncs | Versenyzők      | Nagydíjak | Nagydíjak | Nagydíjak | Nagydíjak | Nagydíjak | Nagydíjak | Nagydíjak | Nagydíjak | Nagydíjak | Nagydíjak | Nagydíjak | Nagydíjak | Nagydíjak | Nagydíjak | Nagydíjak | Nagydíjak | Nagydíjak | Nagydíjak | Nagydíjak | Nagydíjak | Nagydíjak | Pont | Helyezés |
| Év   | Csapat                       | Motor | Abroncs | Versenyzők      | AUS       | BHR       | CHN       | AZE       | ESP       | MON       | CAN       | FRA       | AUT       | GBR       | GER       | HUN       | BEL       | ITA       | SIN       | RUS       | JPN       | MEX       | USA       | BRA       | UAE       | Pont | Helyezés |
| ---- | ---------------------------- | ----- | ------- | --------------- | --------- | --------- | --------- | --------- | --------- | --------- | --------- | --------- | --------- | --------- | --------- | --------- | --------- | --------- | --------- | --------- | --------- | --------- | --------- | --------- | --------- | ---- | -------- |
| 2019 | Aston Martin Red Bull Racing | Honda | P       | Pierre Gasly    | 11        | 8         | 6         | Ki        | 6         | 5         | 8         | 10        | 7         | 4         | 14†       | 6         |           |           |           |           |           |           |           |           |           | 417  | 3.       |
| 2019 | Aston Martin Red Bull Racing | Honda | P       | Alexander Albon |           |           |           |           |           |           |           |           |           |           |           |           | 5         | 6         | 6         | 5         | 4         | 5         | 5         | 14        | 6         | 417  | 3.       |
| 2019 | Aston Martin Red Bull Racing | Honda | P       | Max Verstappen  | 3         | 4         | 4         | 4         | 3         | 4         | 5         | 4         | 1         | 5         | 1         | 2         | Ki        | 8         | 3         | 4         | Ki        | 6         | 3         | 1         | 2         | 417  | 3.       |

- † – Nem fejezte be a futamot, de rangsorolva lett, mert teljesítette a versenytáv 90%-át.